# Karl Finger
Karl Heinrich Wilhelm Finger (* 17. März 1910 in Wilhelmshaven; † 8. Mai 1975 in Bremerhaven) war ein deutscher SS-Hauptsturmführer, Gestapo-Beamter und Teilkommandoführer des Einsatzkommandos 10b der Einsatzgruppe D.

## Leben
Karl Finger war Sohn eines Berufssoldaten. Er besuchte drei Jahre lang die Volksschule, später ein Reformrealgymnasium und zuletzt eine Realschule; er schloss mit der mittleren Reife ab. Finger erlernte das Konditorhandwerk. Nach der Gehilfenprüfung fuhr er zwei Jahre lang zur See. Anschließend war er arbeitslos.
Zum 1. Dezember 1928 trat er der NSDAP (Mitgliedsnummer 106.349) und der SA bei. Im Frühjahr 1933 kam er zur Hilfspolizei. Finger war Angehöriger eines Hilfspolizeikommandos der Politischen Polizei Wesermünde im Zuchthaus. Ab 1937 gehörte er der Geheimen Staatspolizei an. Am 1. August 1939 wurde er als SS-Hauptsturmführer von der SS (SS-Nr. 367.305) übernommen.
Bei Beginn des Zweiten Weltkrieges im Jahre 1939 wurde Finger zu dem „Sonderkommando Hellwig“ nach Polen abgestellt. Bis Anfang 1940 gehörte er der Gestapo-Dienststelle in Kattowitz an. Anschließend wurde er in der Gestapo Wesermünde als Kriminalassistent verwendet, bis im Mai 1941 seine Abordnung nach Düben erfolgte. Finger wurde dort der Einsatzgruppe D und hier wiederum dem Einsatzkommando 10b zugeteilt. Im Juli 1941 war er an dem Massaker in Czernowitz beteiligt. Unter Fingers Leitung verübte Einsatzkommando 10b das Massaker in Ananjev. Im September 1941 erschoss ein Teilkommando unter Führung Fingers auf Befehl Persterers außerhalb des Ortes Wosnessensk mindestens 200 jüdische Männer, Frauen und Kinder. Dem Einsatzkommando 10b gehörte er bis Dezember 1942 an. Nach seiner Rückkehr aus Russland gehörte Finger wieder der Gestapo-Dienststelle Wesermünde bis Kriegsende an.
Nach Kriegsende wurde er zunächst von den Briten interniert und später von den Amerikanern übernommen. Er war in verschiedenen Lagern, zuletzt im Lager Langwasser bei Nürnberg untergebracht. Am 1. April 1947 wurde Finger nach Bremerhaven überstellt und dort in Untersuchungshaft genommen. Es wurde ihm zur Last gelegt, während seiner Tätigkeit in Bremerhaven verschärfte Vernehmungen durchgeführt zu haben. Am 15. November 1948 wurde er von dem Schwurgericht Bremen wegen der gemeinschaftlichen Aussageerpressung in Tateinheit mit Körperverletzung im Amt in acht Fällen zur Gesamtstrafe von fünf Jahren und sechs Monaten Zuchthaus verurteilt. Finger verbüßte diese Strafe bis zum Februar 1952. Nach seiner Entlassung arbeitete Finger zunächst als Hilfsarbeiter und später in einem Möbelgeschäft als Verkäufer. Ende Mai 1962 wurde er Rentner. Vom 14. April 1962 bis 8. Juni 1962 befand er sich in Untersuchungshaft. Am 22. März 1972 wurde er vom Landgericht München I wegen gemeinschaftlicher Beihilfe zum Mord in mindestens 460 Fällen zu vier Jahren und sechs Monaten Freiheitsstrafe verurteilt. Am 7. November 1974 wurde er wegen Haftunfähigkeit aus der Haft entlassen.